# 이탈리아 음악 산업 협회

로고

이탈리아 음악 산업 협회(이탈리아어: Federazione Industria Musicale Italiana, FIMI)는 이탈리아의 음악 산업의 모든 측면을 사실상 커버하는 통솔 단체이다.